# 西里街道
西里街道，是中华人民共和国河北省石家庄市桥西区下辖的一个乡镇级行政单位。

## 行政区划
西里街道下辖以下地区：
时光街社区、西雅社区、上安电厂社区、城角庄社区、北杜社区、建国社区、金竹街社区、谊联街社区、安惠社区和君晓社区。